# Nimule
Nimule är en ort i Sydsudan. Den ligger i länet Magwi och delstaten Eastern Equatoria, i den sydöstra delen av landet, 150 km söder om huvudstaden Juba. Orten ligger vid gränsen mot Uganda och har en gränsövergång längs landsvägen från Juba.